# برايان كارني
برايان كارني (بالإنجليزية: Brian Carney)‏ هو لاعب اتحاد الرغبي وصحفي أسترالي، ولد في 23 يوليو 1976 في كورك في جمهورية أيرلندا.

## وصلات خارجية
- برايان كارني عل موقع إسبنسكروم (الإنجليزية)
- برايان كارني على موقع ItsRugby.co.uk (الإنجليزية)